# Clinodiplosis nawai
Clinodiplosis nawai är en tvåvingeart som först beskrevs av Monzen 1937.  Clinodiplosis nawai ingår i släktet Clinodiplosis och familjen gallmyggor. Inga underarter finns listade i Catalogue of Life.